# Милгрэм, Стэнли
Стэ́нли Ми́лгрэм (англ. Stanley Milgram; 15 августа 1933, Нью-Йорк — 20 декабря 1984, Нью-Йорк) — американский социальный психолог и педагог, известный своими экспериментами в области подчинения авторитету и связности социальных сетей («Теория шести рукопожатий»).
Входит в число наиболее влиятельных психологов XX века. На работы Милгрэма оказали влияние такие психологи, как Соломон Аш и Гордон Олпорт.

## Биография

### Ранние годы
Милгрэм родился в 1933 году в Бронксе (Нью-Йорк) в семье еврейских эмигрантов из Восточной Европы. Родители: Адель и Самуэль Милгрэм приехали в США из Румынии и Венгрии соответственно. После Второй мировой войны в семье Милгрэмов нашли приют родственники из Европы, пережившие нацистские концлагеря. Тема Холокоста впоследствии оказала большое влияние на научные интересы Стэнли Милгрэма.

### Образование
Окончил среднюю школу имени Джеймса Монро в Бронксе. В 1954 году получил степень бакалавра в области политологии в Квинс-колледже в Нью-Йорке. Продолжил учебу в Бруклинском колледже, где изучал психологию личности и социальную психологию. В 1954 году поступил в аспирантуру в Гарварде. В 1960 году получил степень доктора философии в области социальной психологии.

### Карьера
Осенью 1960 года поступил на работу доцентом в Йеле. В 1967 году принял предложение стать штатным профессором в Центре подготовки аспирантов университета шт. Нью-Йорк, где и работал до своей смерти в 1984 году.

### Смерть
Скончался 20 декабря 1984 года в возрасте 51 года от сердечного приступа. Его пережили жена Александра (Саша) Менкин (женаты с 1961, ум. 2020), сын и дочь.

## Подчинение власти
В 1963 году Милгрэм опубликовал статью «Подчинение: исследование поведения» (Behavioral Study of Obedience) с описанием своих экспериментов по подчинению власти. В результате развернувшейся полемики, американская психологическая Ассоциация на год задержала заявку Милгрэма на членство из-за вопросов об этичности его работы, но в итоге членство было предоставлено.
В 1964 году Милгрэму была присуждена премия Американской ассоциации содействия развитию науки за исследование социальных аспектов подчинения (до 1986 года премия называлась «AAAS Socio-Psychological Prize», с 1986 года — «AAAS Prize for Behavioral Science Research»). Десять лет спустя, в 1974 году, Милгрэм опубликовал книгу «Подчинение власти» (Obedience to Authority).
Модель Милгрэма была отчасти основана на суде над Адольфом Эйхманом в 1961 году. В дальнейшем теория Милгрэма была использована для объяснения массового убийства в Сонгми (1968).
Эксперименты Милгрэма вызвали волну критики. Некоторые утверждали, что результаты зависят от актёрских способностей экспериментатора и что большинство испытуемых, вероятно, понимали нереальность ситуации. Другие оспаривали соотносимость лабораторных условий и реальной жизни.
Эксперимент был воспроизведён в 2015 году.

## Социальные сети
В 1967 году Милгрэм провел ставший впоследствии знаменитым эксперимент, который он назвал «Мир тесен» (англ. small world). Целью эксперимента была проверка гипотезы математика Манфреда Кохена и политолога Итиэля де Сола Пул относительно связности социальных сетей. В результате эксперимента выяснилось, что среднее число знакомых между любыми двумя случайно взятыми людьми равно шести. Вывод Милгрэма известен как «теории шести рукопожатий»
Результат Милгрэма был подвергнут серьёзной критике. В частности, критики указывали на то, что Милгрэм не отследил прохождение многих из отправленных пакетов, что ставило под сомнение вывод о «шести рукопожатиях».
В 2008 году исследование Microsoft показало, что средняя длина цепочки контактов между пользователями почтового сервиса .NET Messenger составляет 6,6.

## «Потерянное письмо»
Другой известный эксперимент Милгрэма получил название «потерянное письмо». В ходе эксперимента в публичных местах были оставлены письма, адресованные как частным лицам, так и вымышленным организациям. Практически все письма, адресованные людям, были брошены в ящики; письма в организации дошли лишь в тех случаях, когда названия последних вызывали положительные ассоциации — прежде всего наименования таких корпораций, как исследовательские институты, медицинские учреждения и тому подобные объединения. Письма, адресованные вымышленным организациям с запятнанной репутацией, таким как «Друзья нацистской партии», до адресата не дошли. Таким образом, методика «потерянного письма» позволяет определить отношение общества к различным политическим течениям.

## Влияние телевидения
В 1970—1971 годах Милгрэм провёл эксперимент по проверке влияния медиапотребления (в данном случае, телевидения) на социальное поведение. Испытуемым предоставлялась возможность присвоить деньги или пожертвовать на благотворительность, в зависимости от аналогичных действий героев специально снятого эпизода популярного сериала «Медицинский центр».

## Сираноиды
В начале 1970-х годов Милгрэм начал экспериментировать с так называемыми «сираноидами». Эксперимент заключался в том, что группе испытуемых предъявлялся человек, в ухо которого был незаметно для испытуемых вставлен наушник, соединённый с миниатюрным радиоприёмником. Испытуемые — часто это были школьные учителя — могли задавать сираноиду (им, как правило, был ребёнок школьного возраста) различные вопросы. Получая ответы по радио, незаметно для испытуемых, сираноид демонстрировал необыкновенный уровень знаний. Эксперименты показали, что сираноид легко вводил испытуемых в заблуждение; учителя, как правило, не догадывались о том, что их водят за нос.

## В культуре
- В 2009 году немецкая пост-рок группа Long Distance Calling в своём альбоме Avoid The Light выпустила песню «I Know you Stanley Milgram» (рус. «Я знаю вас, Стэнли Милгрэм»).

- В 2015 году вышел фильм «Экспериментатор». В фильме рассказывается о ряде радикальных поведенческих экспериментов, проведённых Стэнли Милгрэмом в 1961 году, в процессе которых проверялась готовность обычных людей подчиняться власти.